# 이나가키촌
이나가키촌(稲垣村) 아오모리현 니시쓰가루군에 위치했던 촌이다. 2005년 2월 11일 쓰가루시가 성립하여 폐지되었다.

## 역사
- 1889년 4월 1일 정촌제 시행에 의해 누마자키촌, 요시데촌, 누마타테촌, 후쿠토미촌, 도요카와촌, 호즈미촌, 시게타촌, 시모시게타촌, 지넨촌이 합병해 이나가키 촌이 성립하였다.
- 2005년 2월 11일, 기즈쿠리정, 모리타촌, 가시와촌, 샤리키촌과 합병해 쓰가루시가 되었다.

## 교육
- 초등학교
  - 이나가키 초등학교
  - 이나가키니시 초등학교
  - 시게타 초등학교
  - 시모시게타 초등학교 이나가키 분교
- 중학교 
  - 이나가키 중학교
- 고등학교
- 아오모리현립 기즈쿠리 고등학교